# Jefferson County, Oklahoma
Jefferson County är ett administrativt område i delstaten Oklahoma, USA, med 6 472 invånare. Den administrativa huvudorten (county seat) är Waurika.

## Geografi
Enligt United States Census Bureau så har countyt en total area på 2 004 km². 1 965 km² av den arean är land och 39 km² är vatten.

### Angränsande countyn
- Stephens County - nord
- Carter County - nordost
- Love County - öst
- Montague County, Texas - syd
- Clay County, Texas - sydväst
- Cotton County - väst